# The Red Hot Chilli Pipers

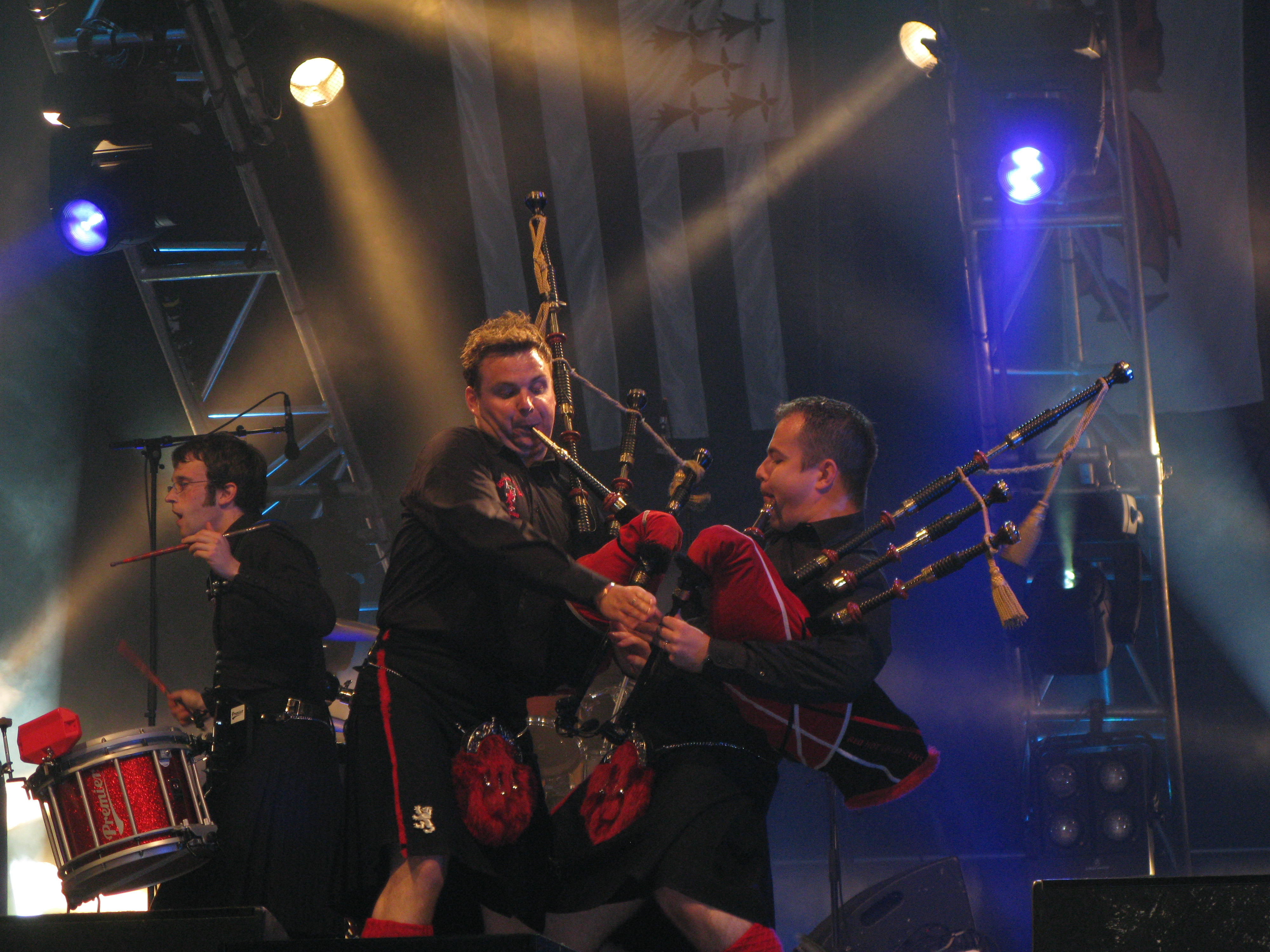
The Red Hot Chilli Pipers en el Festival Intercéltico de Lorient, 2008.

The Red Hot Chilli Pipers se forma en 2004 a iniciativa de Stuart Cassells, viejo amigo del Festival, y combinan sonidos tradicionales escoceses con rock. Se componen de tres gaitas una guitarra eléctrica y dos percusionistas. Stuart Cassells, dos veces campeón mundial de tambor, ha ganado el premio a mejor músico tradicional de Europa en 2005 y no es la primera vez que coquetea con el rock ya que ha trabajado con grupos como los ingleses The Darkness en el álbum One Way Ticket to Hell... and Back". Además ha participado en la banda sonora de la película "Harry Potter y el cáliz de fuego". En la banda hay tres integrantes recientemente graduados por la Royal Scottish Academy of Music and Drama.

## Discografía
- 2005: The Red Hot Chilli Pipers
- 2007: Bagrock to the Masses
- 2008 Blast Live
- 2010 Music For The Kilted Generation
- 2013 Breathe

## Premios y menciones
- 2007: Vencedores en el programa de la BBC When Will I Be Famous.
- 2007: Live Act of the Year 2007 Scots Trad Music Awards.